# Happy Ending (serie de televisión)
Happy Ending (en hangul, 해피 엔딩), conocida también en español como Final feliz, es una serie de televisión surcoreana emitida durante 2012 y protagonizada por Choi Min Soo, Shim Hye Jin y Lee Seung Yeon.
Fue trasmitida en su país de origen por JTBC desde el 23 de septiembre de 2015, con una longitud de 24 episodios al aire las noches de los lunes y los martes a las 20:45 (KST). Pese a que no obtuvo gran audiencia en su país de origen, durante su emisión en Brasil fue vista por más de un millón de espectadores.

## Reparto

### Principal
- Choi Min Soo como Kim Doo Soo.
- Shim Hye Jin como Yang Seon Ah.
- Lee Seung Yeon como Hong Ae Ran.

### Secundario
- So Yoo Jin como Kim Geum Ha.
- Kim So Eun como Kim Eun Ha.
- Yun Joon Suk como Choi Dong Ha.
- Park Jung Chul como Lee Tae Pyung.
- Kang Ta como Goo Seung Jae.
- Choi Bool Am como Padre de Doo Soo.
- Lee Seung Yun como Hong Ae Ran.
- So Yi Hyun como Park Na Yeong.
- Ha Seung Ri como Park Na Ri.
- In Gyo Jin como Lee Sung Hoon.
- Jang Da Na como Ji Min.
- Yoo Gyeom como Young Sik.
- Ryu Kyung-soo como Park Jung Ho.

## Emisión internacional
- Brasil: Rede Brasil de Televisão (2015).
- Brasil: Loading TV (2020)[3]